# Grace Jones
Pour les articles homonymes, voir Jones.
Grace Jones est une chanteuse, autrice-compositrice, actrice et ancien mannequin jamaïcaine, née le 19 mai 1948 à Spanish Town en Jamaïque.

## Biographie

### Son enfance
Beverly Grace Jones est née en Jamaïque à Spanish Town le 19 mai 1948. Elle est la fille de Robert Winston Jones, un prédicateur jamaïcain de l'Église apostolique et de Marjorie Williams, dont le père était musicien auprès de Nat King Cole. Elle passe son enfance en Jamaïque avec ses parents et son frère jumeau Christian. Troisième de sept enfants, elle a deux sœurs et quatre frères et reçoit une éducation stricte, elle se rend à l'église trois fois par semaine. Lorsque ses parents partent vivre aux États-Unis, elle est élevée par ses grands-parents. À l'âge de douze ans, en 1960, elle part rejoindre ses parents à Syracuse dans l'État de New York,. Adolescente, elle commence à se rebeller contre son éducation religieuse, on lui interdit de chanter à l'église avec son frère Christian qui est gay. Elle se met à jouer dans des pièces de théâtre après les cours,.

### Une carrière d'icône de la mode
C'est en s'installant à Paris que sa carrière va commencer. À l'âge de dix-huit ans, Grace Jones s'inscrit dans l'agence de mannequins Wilhelmina Models et emménage à Paris en 1970. Dans la capitale française, elle partage pendant un temps un appartement avec Jerry Hall et Jessica Lange et fait des rencontres déterminantes pour sa carrière, comme avec les stylistes Issey Miyake et Kenzo Takada. Elle apparaît sur les couvertures des magazines Elle, Vogue et Stern.
En 1979 en pleine mode disco dont elle est une image, elle rencontre Jean-Paul Goude, qui contribue à faire d'elle une icône. « Jean-Paul Goude: The man who made Grace Jones » (« Jean-Paul Goude : l'homme qui a fait Grace Jones »), titre en couverture le mensuel culturel britannique The Face trois ans après. « On a fait de la magie ensemble », déclare Grace Jones vingt-cinq ans après leur rencontre. Le graphiste la fait poser dans des séries de photo. L'une d'entre elles, la représentant nue en cage, sera qualifiée par la ministre des Droits de la femme Yvette Roudy comme « une atteinte à la dignité des femmes »,,.
Muse d'Andy Warhol et de Jean-Paul Goude avec qui elle crée véritablement son personnage, elle est une des grandes figures des années 1980 régulièrement programmée par Guy Cuevas au Sept, la discothèque de Fabrice Emaer. Le 5 mars 1978, à l'invitation de Fabrice Emaer, elle assure le show d'inauguration du Palace avec sa reprise de La Vie en rose. Dans le premier numéro de Palace Magazine, dont, habillée par Jean-Paul Goude, elle fait la couverture, Grace Jones se souvient de la soirée : « C'était plein à craquer. Ils m'ont arraché mes costumes. Yves Saint Laurent et Loulou de la Falaise m'ont prêté de quoi me couvrir pour sortir de scène».
Elle est connue pour être un temps l'égérie du couturier Azzedine Alaïa et son mannequin de cabine. Sa grande taille d'un mètre soixante-dix-neuf et son physique androgyne lui offrent un succès international.

### Chanteuse et actrice
En 1977, un contrat avec la maison de disques Island Records lance sa carrière de chanteuse. Celle-ci est d'abord marquée par trois albums aux sonorités disco, Portfolio (1977), Fame (1978) et Muse (1979), produits par l'Américain Tom Moulton. Son premier disque Portfolio, sorti en 1977, compte trois reprises de chansons tirées de comédies musicales : Send in the Clowns de Stephen Sondheim extrait de A Little Night Music, What I Did for Love de A Chorus Line et Tomorrow de Annie. Sur le même album, la chanson I need a man touche un public gay, tandis que sa reprise de La Vie en rose d'Édith Piaf lui permet d'asseoir davantage sa notoriété en France.
Son quatrième album, Warm Leatherette sorti en 1980, marque un tournant. Grace Jones abandonne la musique disco pour se tourner vers un style qui allie reggae et new wave. Warm Leatherette, produit par Chris Blackwell, fondateur de Island Records, a été enregistré au Compass Point Studios, aux Bahamas. Le duo de musiciens jamaïcains Sly and Robbie est appelé pour contribuer à l'album avec Grace Jones, qu'ils n'avaient jamais rencontrée auparavant. Ils enregistrent d'abord le morceau Warm Leatherette, puis Private Life, que Sly Dunbar considère comme « l'un des cinq meilleurs morceaux de reggae jamais écrits ».

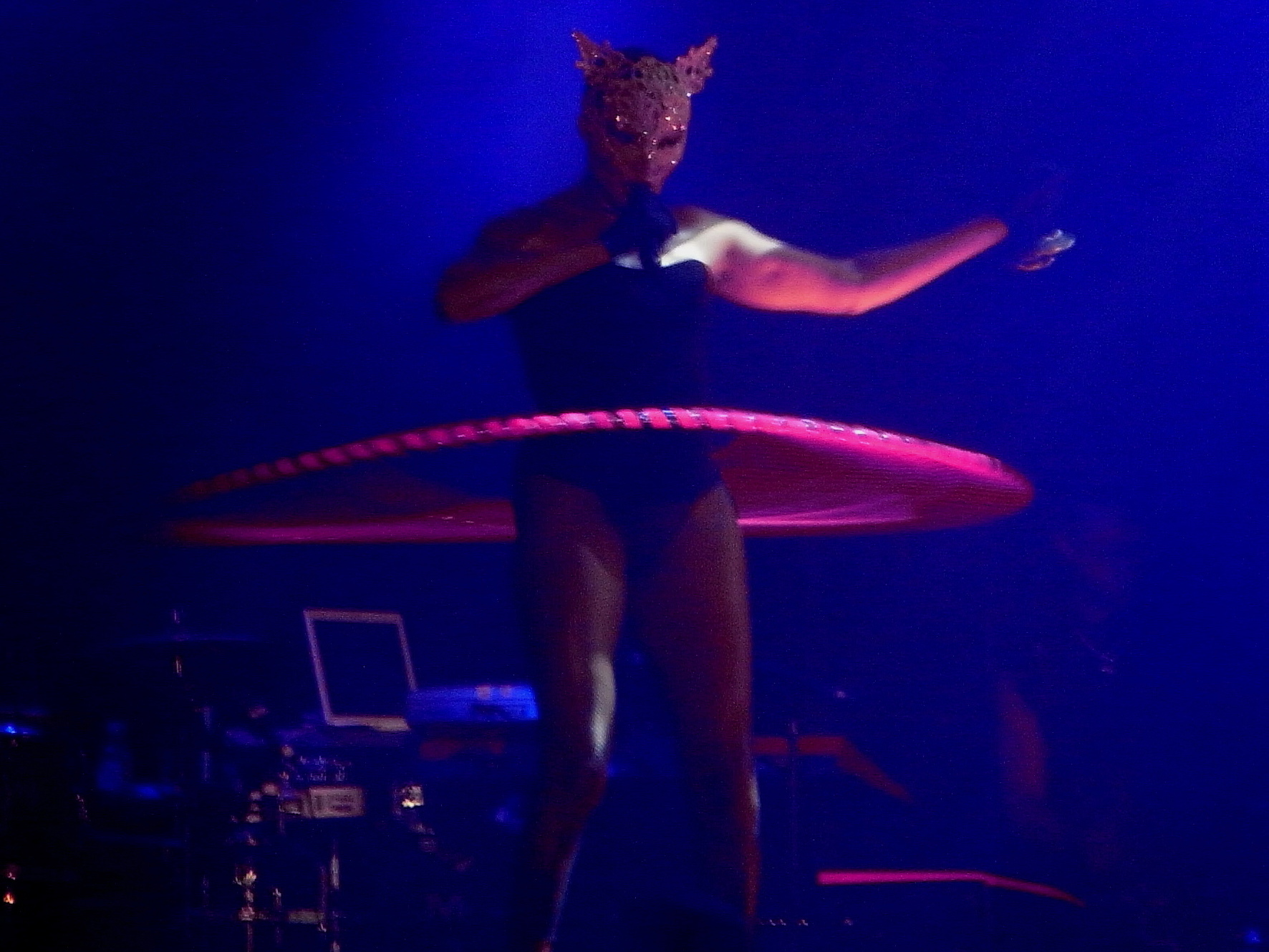
Grace Jones lors du Hurricane Tour en 2009.

Au cinéma, elle obtient des rôles dans des films tels que Conan le Destructeur (en 1984) ou Dangereusement vôtre (James Bond en 1985). Dans ce long-métrage, où elle incarne le rôle de May Day, Grace Jones s'est taillé son look avec l'aide du styliste Azzedine Alaïa et de la costumière Emma Porteous. Grâce à elle, Dolph Lundgren, son compagnon à l'époque obtient un rôle de figurant dans le film. Malgré cette reconnaissance du grand public, elle ne s'investit pas dans une carrière d'actrice jugeant que cette activité prend trop de temps.
Grace Jones fait également une incursion dans le jeu vidéo. En 1994, aux côtés de Dennis Hopper, elle prête son visage et sa voix au personnage de Solene Solux dans Hell: A Cyberpunk Thriller, un médiocre jeu d'aventure en point-and-click développé par Take-Two Interactive,.
De fort tempérament, elle s'en est prise physiquement en 1981 au présentateur britannique Russell Harty qui lui tournait le dos pour s'adresser à d'autres invités,.
Cela faisait dix-neuf ans que Grace Jones n'avait pas réalisé d'album. Le 3 novembre 2008 sort son dixième album Hurricane, produit par Ivor Guest, 4th Viscount Wimborne (en). Dans cet album, elle évoque pour la première fois sa famille, sur les chansons William's Blood et I'm Crying (Mother's Tears). Dans la foulée, elle a fait une tournée qui l'a notamment emmenée en Australie et en Grande-Bretagne en janvier 2009, puis aux Pays-Bas et au Grand Rex à Paris, le dimanche 22 mars 2009. Sur cette tournée, la diva est accompagnée aux claviers par son fils Paulo Goude, qui a écrit la chanson Sunset Sunrise pour l'album.
Elle est ensuite apparue sur les albums Prohibition (2009) et L'un n'empêche pas l'autre (2011) de Brigitte Fontaine et sur scène avec elle au Bataclan. Grace Jones et Brigitte Fontaine ont en commun d'avoir eu Ivor Guest (en) comme producteur, mais aussi d'avoir interprété des chansons de Jacques Higelin (pour Grace Jones, Pars sur l'album Warm Leatherette). Le 16 juin 2013, le producteur britannique annonce qu'il travaille avec Grace Jones sur un nouvel album.
Toujours très présente dans le milieu LGBTQI+, la chanteuse s'est produite en 2019 à la Gay Pride géante à New York pour marquer le 50e anniversaire des émeutes de Stonewall.

## Divers

### Influence
Les excentricités, visuelles et vestimentaires, de Grace Jones lui valent d'être considérée comme le modèle d'une génération plus jeune de chanteuses, comme Lady Gaga ou Rihanna,. La chanteuse Miley Cyrus déclare que Grace Jones est l'une de ses idoles. Lady Gaga cite également Grace Jones parmi ses influences pour ce qui est de son style vestimentaire.
Elle participe à différentes publicités télévisées, dont une pour la Citroën CX en 1985 réalisée par Jean-Paul Goude. En 1988, la revue intellectuelle Notre librairie en fait l’égérie qui représente la hausse de la représentation des Noirs dans la publicité en France : « Androgyne, sensuelle, la créature diabolique du publicitaire Jean-Paul Goude, mariée avec la haute technologie automobile est devenue le "must" du genre.» La vidéo de son titre Slave to the Rhythm (1985) est essentiellement illustrée d'extraits de publicités de télévision où elle apparaît.
En 1987, elle ouvre un restaurant français à New York, « La Vie en Rose », dans le quartier de Soho, au 76 Wooster street.
Sa reprise de La Vie en rose est utilisée en 1987 dans la série Inspecteur Derrick épisode Appel de nuit (saison 14 - épisode 3), en février 2013 dans un film publicitaire du même nom réalisé, par Sofia Coppola pour le parfum Miss Dior, où l'actrice Natalie Portman tient le rôle principal, et dans le film Lord of War avec Nicolas Cage.
En 1988, sa chanson I've Seen That Face Before (Libertango) est utilisée dans le film Frantic de Roman Polanski, lors d'une scène où Emmanuelle Seigner danse sensuellement face à Harrison Ford.
En 2022, Beyoncé la crédite dans son album Renaissance (album de Beyoncé) sur le titre "MOVE" et la cite plusieurs fois dans le remix de son titre Break My Soul avec Madonna.

## Vie privée
De sa relation avec Jean-Paul Goude, elle donne naissance en 1979 à un fils, Paulo Goude,.
En 1982, elle rencontre lors d'un de ses concerts à Sydney l'acteur suédois Dolph Lundgren, alors étudiant en ingénierie chimique et champion de karaté, et qui travaille à la sécurité du concert. L'acteur évoquera ainsi leur relation : « Mon temps avec elle était dingue. Ce furent quatre années de chaos. » Le couple sera immortalisé nu en 1985 par le photographe Helmut Newton.
En 1990, elle sort avec l'acteur et karatéka danois Sven-Ole Thorsen.
En 2006, elle entame une relation de deux ans avec le producteur britannique Ivor Guest (en), qui travaillera sur son album Hurricane.

## Discographie

### Albums studio
- 1977 : Portfolio (Island Records)
- 1978 : Fame (Island Records)
- 1979 : Muse (Island Records)
- 1980 : Warm Leatherette (Island Records)
- 1981 : Nightclubbing (Island Records)
- 1982 : Living My Life (Island Records)
- 1985 : Slave to the Rhythm (Manhattan Records / Island Records)
- 1986 : Inside Story (Manhattan Records)
- 1989 : Bulletproof Heart (Capitol Records)
- 2008 : Hurricane (Wall of Sound / PIAS)

### Compilations sélectives etlive
- 1985 : Island Life (Island Records)
- 1996 : Island Life 2 (Island Records)
- 1998 : Private Life: The Compass Point Sessions (Island Records)
- 2004 : The Collection (Spectrum Music / Universal Music)
- 2006 : The Ultimate Collection (Universal Music)
- 2015 : Disco (Coffret inclus les 3 premiers CD remastérisés + 21 titres bonus : Faces B, inédits, versions instrumentales, versions longues)

### Singles
- I Need a Man 1975
- Sorry 1976, Hot 100 #71, US Dance chart #7
- That's the Trouble 1976, Hot 100 #71, US Dance chart #7
- I Need a Man 1977, Hot 100 #83, US Dance chart #1
- La Vie en rose 1977, US Dance chart #10
- Do or Die 1978, US Dance chart #3
- Comme un oiseau qui s'envole 1978
- Fame 1978, US Dance chart #3
- On Your Knees 1979, US Dance chart #28
- Private Life 1980
- She's Lost Control 1980
- Warm Leatherette 1980
- A Rolling Stone 1980
- Breakdown 1980
- Love Is the Drug 1980
- Pars 1980
- The Hunter Gets Captured by the Game 1980
- Pull Up to the Bumper 1981, US Dance chart #2
- Feel Up 1981
- Demolition Man 1981
- I've Seen That Face Before (Libertango) 1981
- Use Me 1981
- Walking in the Rain 1981
- My Jamaican Guy 1982
- Nipple to the Bottle 1982, US Dance chart #2
- The Apple Stretching 1982
- Cry Now, Laugh Later 1983, US Dance chart #33
- Living my Life 1983
- Slave to the Rhythm 1985, US Dance chart #1
- Jones The Rhythm 1985
- I'm Not Perfect (But I'm Perfect For You) 1986, Hot 100 #69, US Dance chart #4
- Party Girl 1986, US Dance chart #19
- Victor Should Have Been a Jazz Musician 1986
- Crush 1986, US Dance chart #32
- Love On Top Of Love / Killer Kiss 1989, US Dance chart #1
- Amado mio 1990, US Dance chart #11
- 7 Day Weekend 1992
- Sex Drive 1993, US Dance chart #1
- Evilmainya 1993
- Love Bites 1996
- Storm 1998
- Pull Up to the Bumper 2000 remix by Funkstar De Luxe, US Dance chart #4
- Corporate Cannibal 2008

## Filmographie
- 1973 : Gordon's War (en) d'Ossie Davis
- 1976 : Section de choc (Quelli della calibro 38) de Massimo Dallamano[44],[45]
- 1976 : Attention les yeux !, de Gérard Pirès
- 1981 : Deadly Vengeance d'Amin Q. Chaudhri
- 1984 : Conan le Destructeur (Conan the Destroyer), de Richard Fleischer
- 1985 : Dangereusement vôtre (A View to a Kill), de John Glen
- 1986 : Vamp, de Richard Wenk
- 1987 : Straight to Hell d'Alex Cox
- 1987 : Siesta, de Mary Lambert
- 1988 : A Reggae Session de Thomas D. Adelman et Stephanie Bennett (TV)
- 1992 : Boomerang, de Reginald Hudlin
- 1995 : Cyber Bandits, d'Erik Fleming
- 1998 : McCinsey's Island, de Sam Firstenberg
- 1999 : Palmer's Pick Up, de Christopher Coppola
- 2001 : Wolf Girl, de Thom Fitzgerald (TV)
- 2001 : Shaka Zulu: The Citadel de Joshua Sinclair (feuilleton TV)
- 2006 : No Place Like Home
- 2008 : Falco – Damn, We Still Live!
- 2008 : Chelsea on the Rocks

Dangereusement vôtre, film de 1985, Grace Jones joue le rôle de May Day dans le film  de la série James Bond. Elle est la troisième James Bond Girl de couleur noire.